# Gemaal Reinier Blok

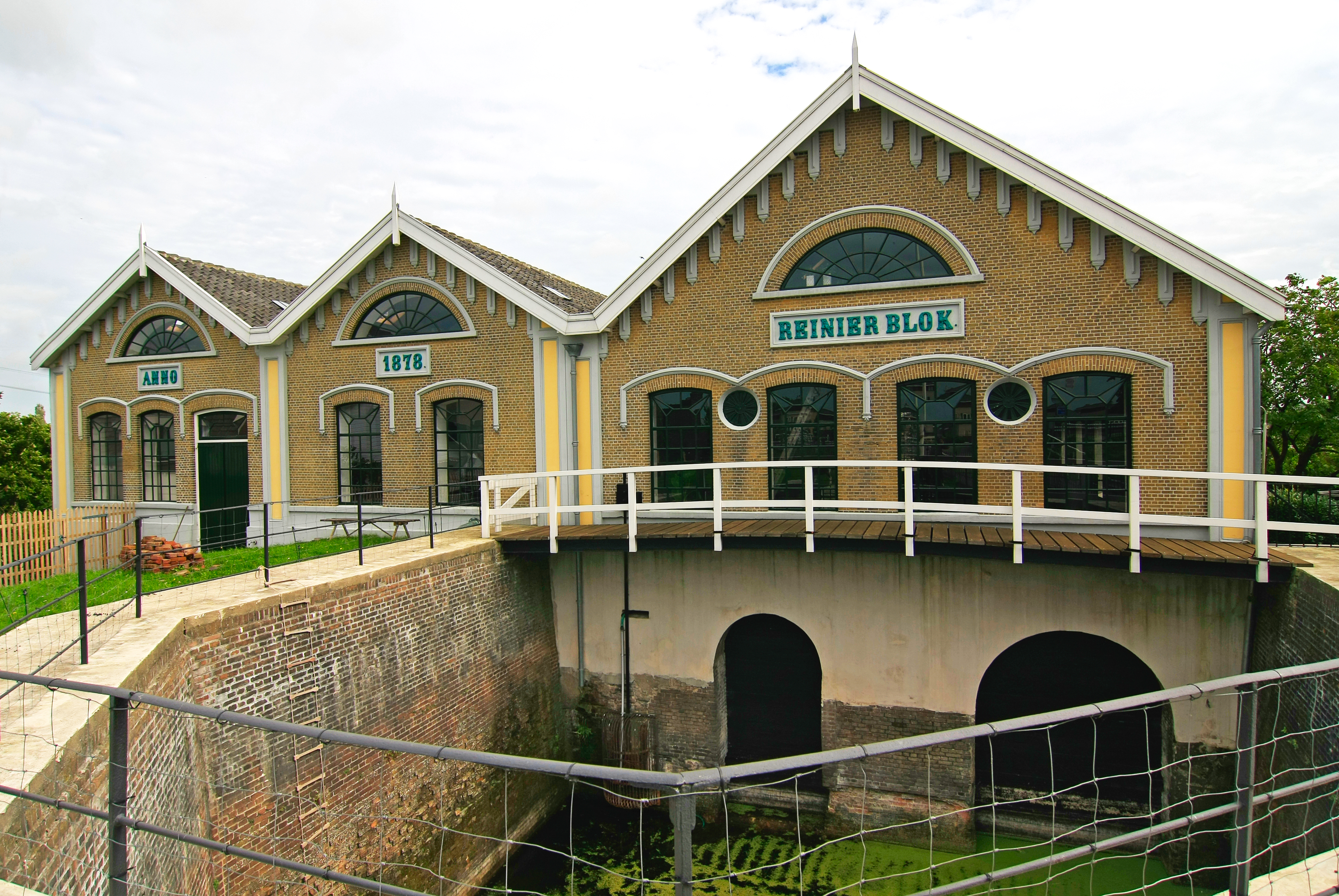
Het gemaal

Het gemaal Reinier Blok in de Nederlandse provincie Zuid-Holland werd in 1868 gebouwd ter vervanging van windmolens voor het op peil houden van de waterstanden in de Lekkerkerkse boezem (waarop de polders Den Hoek, Schuwagt en polder Zuidbroek water lozen), door afmaling op de Hollandse IJssel. Het object aan de IJsseldijk in de gemeente Krimpen aan den IJssel vertoont de kenmerken van een eenvoudige Waterstaatsstijl en is binnendijks gelegen vlak achter de Westerse Lekkerkerkse sluis die als inlaatsluis dienstdeed.
In 1878 werd de machinekamer vergroot ten behoeve van vier nieuwe ketels. In 1911 werd de stoommachine vervangen door een dieselmotor. De schoorsteen van het stoomgemaal is afgebroken.
Het gemaal is genoemd naar de toenmalige schout van de polders Den Hoek en Schuwagt, Reinier Blok.
Het object is niet langer meer in gebruik als gemaal en aangewezen als rijksmonument.